# Mario Bevilacqua
Mario Eduardo Bevilacqua (La Banda, Santiago del Estero; 31 de octubre de 1963) es un exfutbolista argentino que se desempeñaba como delantero. Su carrera profesional inició en Talleres de Córdoba en 1983 y terminó en 1994 retirándose en el club que lo vio nacer profesionalmente.

## Trayectoria

### Club Atlético Talleres
Mario se inició en Mitre y también pasó fugazmente por Sarmiento de La Banda. Llegó a Talleres de Córdoba con 18 años en 1983. El juvenil llegó al Club a prueba (lo recomendó Luis Galván) y rápidamente se metió en la consideración del técnico. A los pocos días, Talleres salió al césped del viejo Chateau a disputar la primera fecha del Nacional con el pibe dentro del once inicial; debutó y marcó uno de los cinco goles de la victoria de Talleres frente a Estudiantes de Río Cuarto.
Al año siguiente una escoriosis en la columna lo tuvo al borde de abandonar el fútbol por lo que el jugador supo contar que dejó todo en manos de Dios. Aquel fue un gran año para Bevilacqua y para Talleres. El Club fue semifinalista del Nacional, y con sus 13 goles el juvenil pasó a ser apodado “El Pastor” y se metió en la historia grande de la institución.
Disputó un total de 269 partidos oficiales y convirtió 75 goles que lo convierten en el máximo goleador de la institución en los torneos organizados por la AFA.

### Filanbanco
En 1986 fue transferido al Club Deportivo de Filanbanco de Ecuador en donde solo jugó 8 partidos y convirtió 2 goles. Con el pasar de las fechas rescindió su contrato a causa de bajo rendimiento y por problemas de adaptación al fútbol de aquel país.

### River Plate
Tuvo un fugaz paso por River Plate entre los años 1988 y 1989. Fue suplente del equipo que en ese entonces era dirigido por César Luis Menotti. Solo disputó un total de 14 partidos oficiales (19 si contamos amistosos) y marco 5 tantos.

## Clubes y estadísticas
| Club              | País      | Año       | Partidos | Goles |
| ----------------- | --------- | --------- | -------- | ----- |
| Talleres          | Argentina | 1983-1985 | 68       | 20    |
| Filanbanco        | Ecuador   | 1986      | 8        | 2     |
| Talleres          | Argentina | 1986-1988 | 67       | 18    |
| River Plate       | Argentina | 1988-1989 | 14       | 5     |
| Talleres          | Argentina | 1989-1990 | 60       | 19    |
| Deportivo Español | Argentina | 1990-1991 | 26       | 10    |
| Talleres          | Argentina | 1991-1994 | 74       | 17    |
| TOTAL             | TOTAL     | TOTAL     | 317      | 91    |

Fuente